# Petrus Grufman
Petrus Grufman, född den 1 juli 1891 i Stockholm, död den 7 juni 1976 i Roslags Näsby, var en svensk jurist.
Grufman avlade studentexamen 1909 och juris kandidatexamen 1917. Han genomförde tingstjänstgöring i Södra Roslags domsaga 1917–1919. Grufman blev extra ordinarie assessor i Svea hovrätt 1922 och vice häradshövding 1925. Han var tillförordnad domhavande 1925–1935 och häradshövding i Mellersta Roslags domsaga 1935–1958. Grufman blev riddare av Nordstjärneorden 1942 och kommendör av samma orden 1954. Han vilar i sin familjegrav på Lidingö kyrkogård.